# 岩国市営周東バス

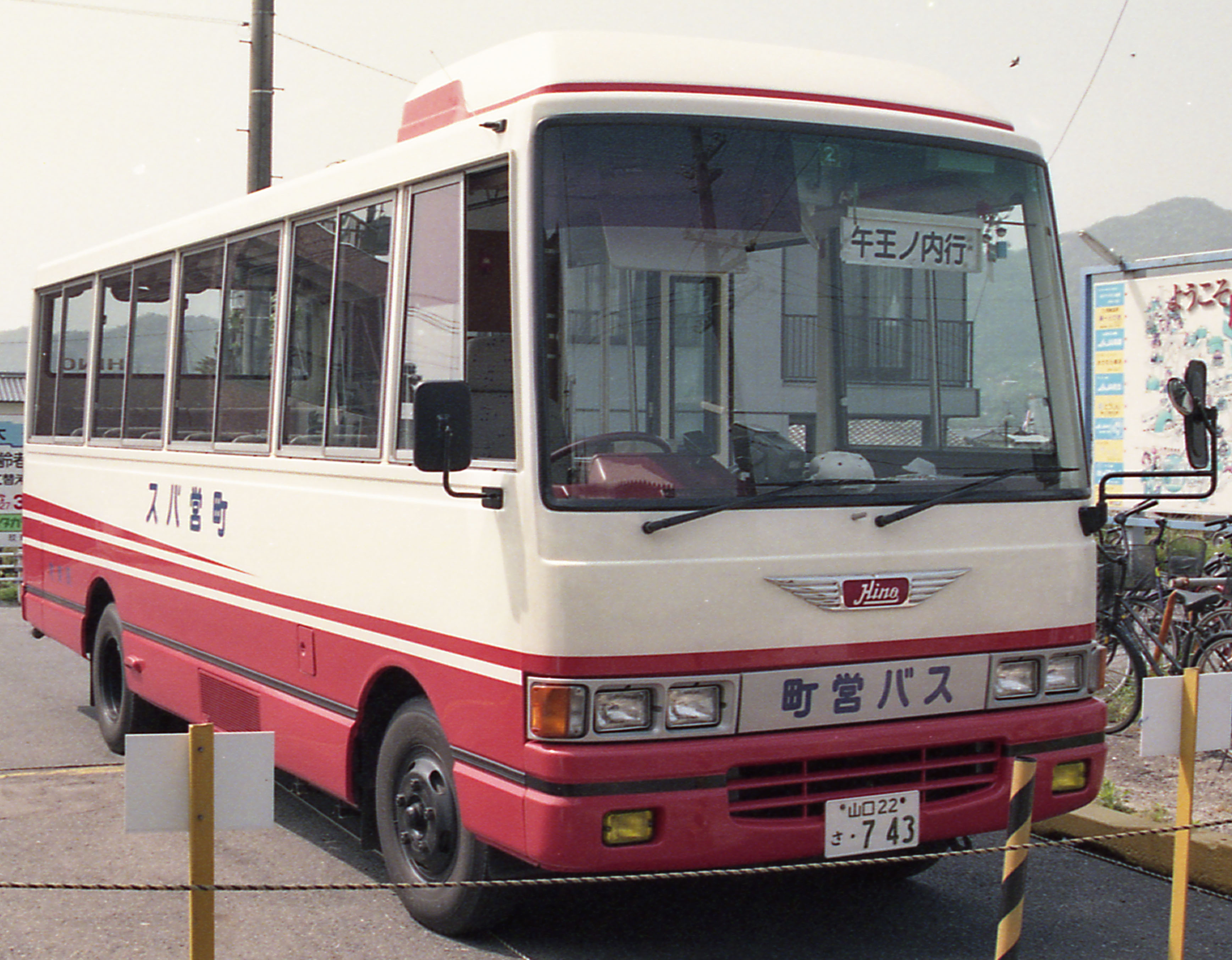
周東町営バス当時の車両
（田尻線、1997年）

岩国市営周東バス（いわくにしえいしゅうとうバス）とは、山口県岩国市がかつて運行していた自治体バス。運行当初は周東町により「周東町営バス」として運行されていた。
岩国市との合併に伴い、岩国市周東総合支所（旧・玖珂郡周東町）が所管していた。運行路線の一部は岩国市玖珂総合支所（旧・玖珂郡玖珂町 ）の所管地域にも跨っていた。2009年（平成21年）4月1日より岩国市生活交通バスとして統合再編された。

## 概要
運営主体（所管）およびその所在地は、岩国市岩国市周東総合支所地域振興課（住所：山口県岩国市周東町下久原1209番地1）であった。
岩国市の旧・玖珂町域（玖珂総合支所管轄区域）で運行されていた自治体バス「岩国市営玖珂バス」は、同じく岩国生活交通バスとして再編された。再編に伴い「玖西地域」として両地域を一体化する路線が開設され、玖珂地域側からの乗り入れもされるようになった。

## 沿革
- 1983年頃：周東町営バスとして運行開始[注釈 1][3]。
- 2006年（平成18年）3月20日　周東町と岩国市等との対等合併に伴い、岩国市が運行を継承。岩国市営周東バスとなる。
- 2009年（平成21年）4月1日 旧玖珂郡各地域内の自治体バス運行路線網の見直しに伴い、岩国市生活交通バスに再編される[2]。

## 路線
再編直前まで、以下の5路線を運行していた。再編時点で岩国市生活交通バスへと路線が継承されたか否かを併せて記す。
三瀬川線
- 高森駅 - 高森 - 川上 - 田代 - 獺越（おそごえ）- 野活センター前 - 三瀬川
  - 2009年4月1日：川越線と路線名が変更され、路線経路等を見直された上で岩国市生活交通バスへ継承された。

JR岩徳線の周防高森駅の最寄りから、主に山口県道5号周東美川線を北ないし北西西方面へ向かう形で周東総合支所管内の三瀬川までを結んでいた。
鳴川線
- 高森 - 上市 - 中市 - 下中曽根 - 米川小学校前 - 米川駅前 - 差川集会所前 - 鳴川集会所前
  - 2009年4月1日：米川線と路線名が変更され、路線経路等を見直された上で岩国市生活交通バスへ継承された。

主に山口県道144号光玖珂線および山口県道142号久杉高水停車場線の近傍を経由し、周東総合支所管内の西部地域へと向かう。途中、JR岩徳線米川駅との連絡があったと思われる。
田尻線
- (午王ノ内行き) :高森駅 - 中市 - 上市 - 午王ノ内
- (田尻行き) :高森駅 - 午王ノ内 - 竹田 - 中田小学校前 - 田尻 - 中山 - 下村 - 竹田 - 午王ノ内 - 高森駅
  - 2009年4月1日：中田線と路線名が変更され、路線経路等を見直された上で岩国市生活交通バスへ継承された。

主に山口県道7号柳井周東線を経由して、周東総合支所管内の南部地域へと向かう。田尻行きについては、竹田バス停以遠において、他の山口県道等を用いた一方向周回運行を行っている。
天兼線
- 高森 - 上市 - 川田団地前 - テクノポート周東 - 西光寺 - 祖生（そう）公民館前 - 西光寺 - 天兼
  - 2009年4月1日：始発地変更を含む路線経路等の見直しがなされた上で、岩国市生活交通バスへ継承された。（継承後は祖生天兼線と呼ばれる事もあり）

おおむね、山口県道115号通津周東線や山口県道70号柳井玖珂線などを経由して、周東総合支所管内の南南東地域へと向かう。テクノポート周東バス停付近において、玖珂総合支所の管轄地域を運行する。

なお、西光寺 - 祖生公民館の間は、往復の各便共に、折り返し経由運行になっている。これは運行路線の設定上の都合（後述の末元線との連絡）によるものと推測されるが、詳細な背景理由は不明である。
末元線
- 高森駅 - 高森 - 玖珂駅 - 柳井田 - 中村 - 末元
  - 2009年4月1日：高森駅-玖珂駅間の連絡廃止などを含む路線経路等の見直しがなされた上で、岩国市生活交通バスへ継承された。（継承後は祖生末元線と呼ばれる事もあり）

国道2号および国道437号の近傍を通って、周東総合支所管内の南東地域（祖生地区）へと向かう。JR岩徳線とは、周防高森駅と玖珂駅で連絡している。周東総合支所による運行でありながら、全区間を運行する便と玖珂駅バス停（玖珂総合支所管内）発着の末元行きの運行便の本数が、ほぼ同数である。また、中村バス停において、天兼線の祖生公民館前バス停（高森・天兼方面）と相互乗換えができる路線設定がなされている。

## 岩国市生活交通バスへ再編された旧町村営バス
- 岩国市営玖珂バス
- 岩国市営周東バス
- 岩国市営錦バス
- 岩国市営美川バス
- 岩国市営美和バス
- 岩国市営らかん清流バス

## 車両

周東町営バス当時の車両
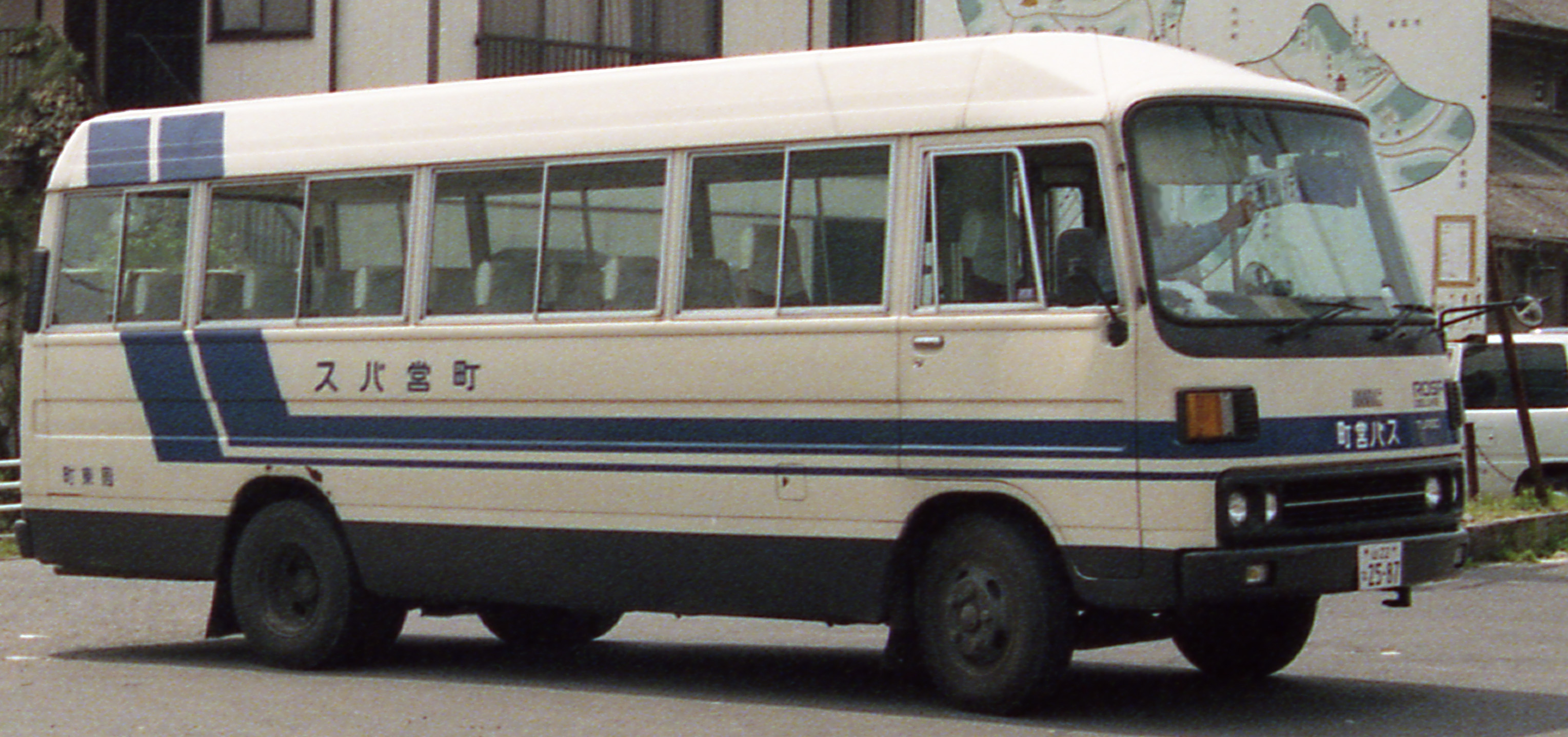
1992年当時の車両 （三瀬川線）
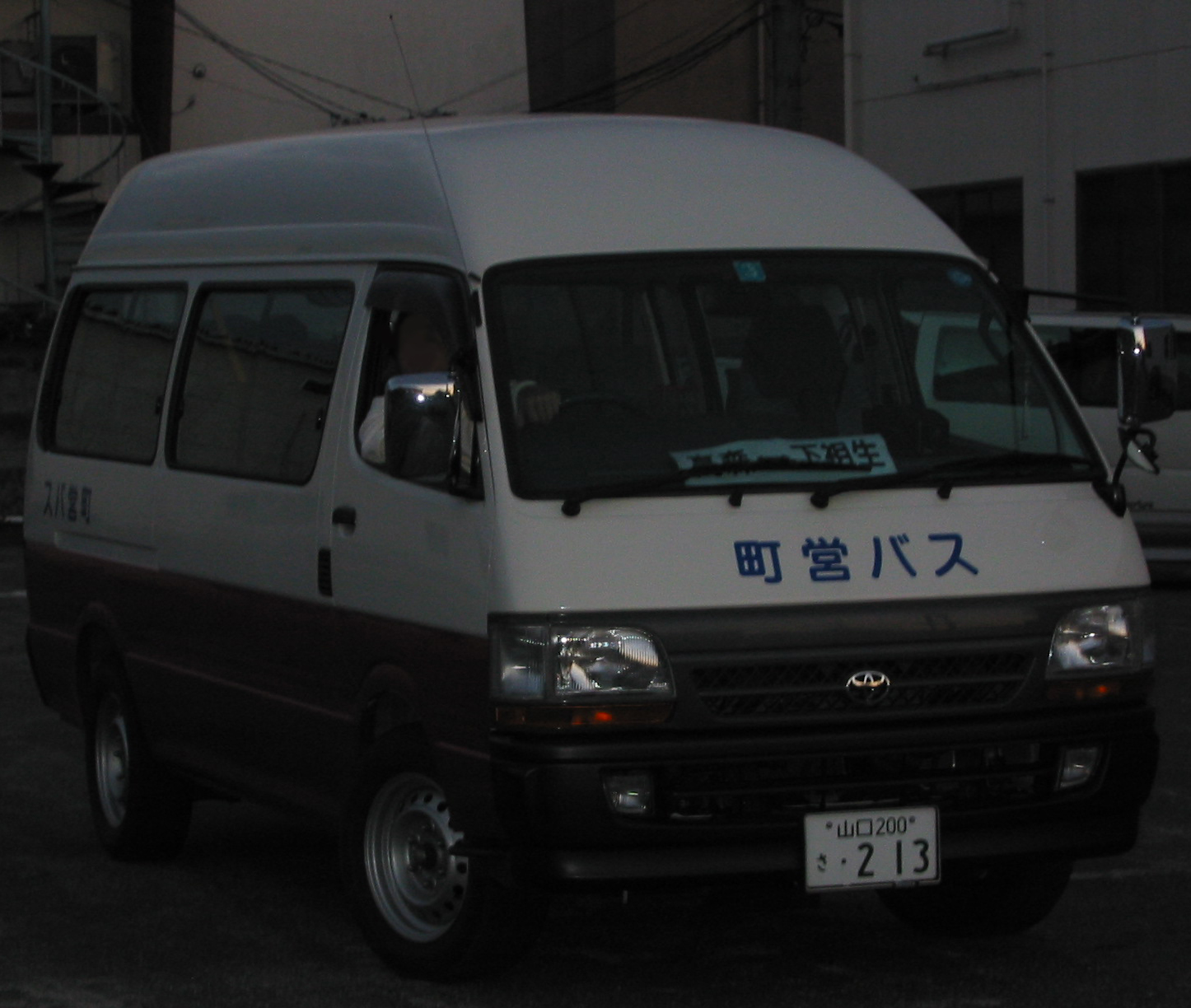
2002年当時の車両 （天兼線）